# Typhloblaniulus troglodites
Typhloblaniulus troglodites är en mångfotingart som först beskrevs av Henri W. Brölemann 1898.  Typhloblaniulus troglodites ingår i släktet Typhloblaniulus och familjen pärlbandsfotingar. Inga underarter finns listade i Catalogue of Life.